# Попов, Василий Фёдорович
Васи́лий Фёдорович Попо́в (7 марта 1903, Ростов-на-Дону — 3 декабря 1964, Москва) — советский государственный деятель, председатель правления Госбанка СССР.

## Биография
Родился в рабочей семье. До 1920 работал мотористом на катере на рыбных промыслах в родном городе.
В 1920 вступил добровольцем в Красную Армию. Служил помощником пароходного машиниста в Донской военной флотилии Кавказского фронта.
В 1921—1923 работал на железной дороге, сначала в качестве агента уголовного розыска, затем — коменданта маршрутных поездов базы Наркомата продовольствия станции Батайск. В 1923 вступил в ВКП(б) и перешёл на работу в финансовую сферу.
В 1923—1934 работал финансовым агентом, старшим агентом, помощником фининспектора, фининспектором, старшим инспектором окружного финотдела, заведующим районным, а затем городским финотделом.
В 1934—1937 годах учился в Финансовой академии. После её окончания в течение полутора лет был заместителем наркома финансов Татарской АССР.
В 1938—1940 — нарком финансов РСФСР, заместитель наркома финансов СССР, первый заместитель наркома финансов СССР.
В 1940—1948 — заместитель министра, министр государственного контроля СССР.
В 1948—1958 — Председатель Правления Государственного банка СССР.
В марте 1958 переведён на пост первого заместителя председателя правления Госбанка, а в июне 1960 отправлен на пенсию.

## Награды
- Орден Ленина
- Орден Трудового Красного Знамени